# اوایچی

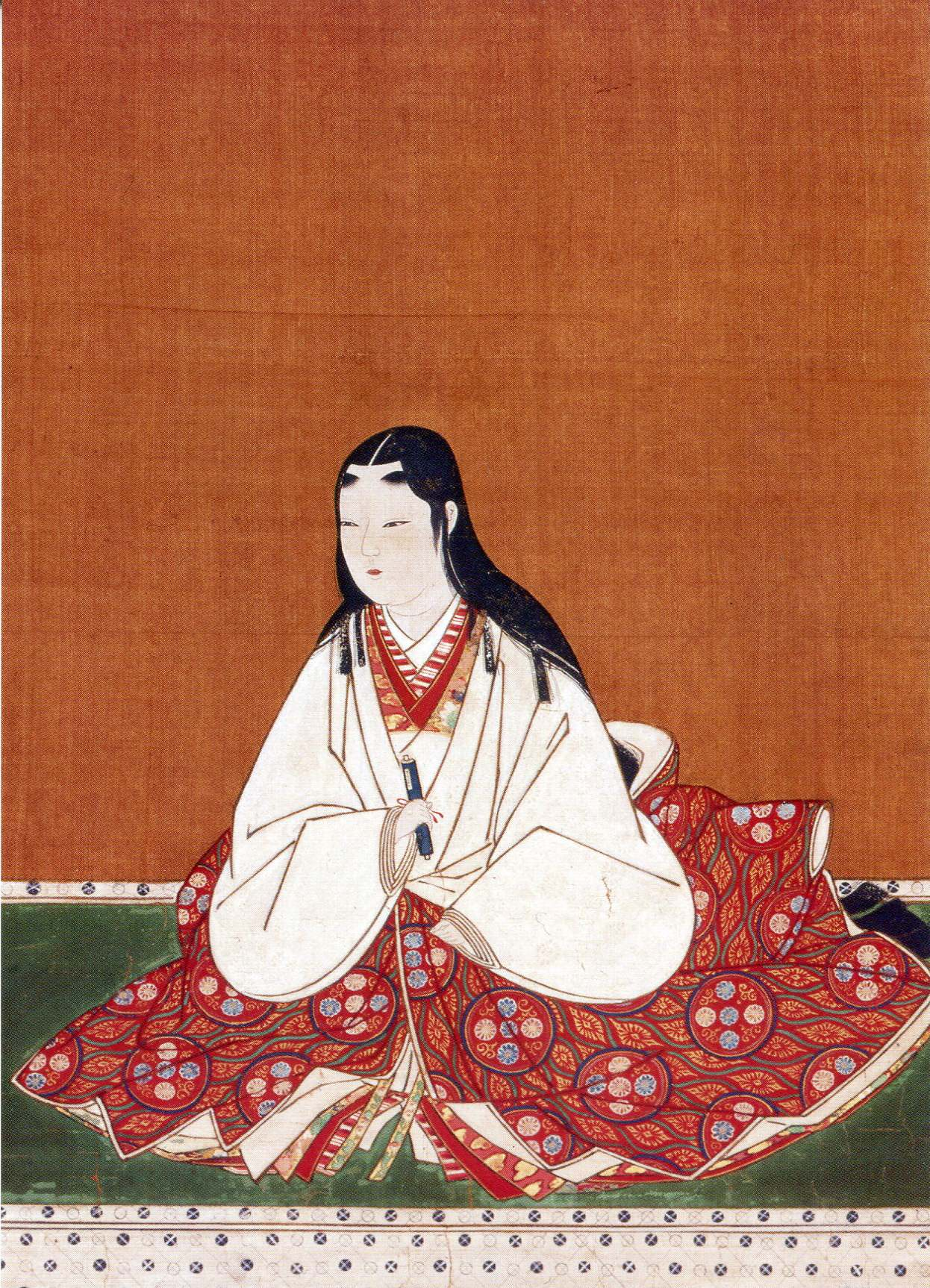
اوایچی، او یکی از زیباترین زنان عصر خود به‌شمار می‌رفت. وی در این نگاره با لباس کوسوده ترسیم شده‌است.

اوایچی (به ژاپنی: お市 Oichi) یا اوایچی نو کاتا (お市の方) (زاده ۱۵۴۷ و درگذشته ۱۵۸۳ میلادی) خواهر کوچکتر اودا نوبوناگا بود. اوایچی در سال ۱۵۶۴ با دایمیوی ولایت اومی بنام آزای ناگاماسا ازدواج کرد اما شوهر او از سال ۱۵۷۰ تا ۱۵۷۳ به صورت یکی از طرف‌های جنگ با برادرش اودا نوبوناگا درآمد. آزای ناگاماسا در سال ۱۵۷۳ پس از شکست از نوبوناگا در محاصره اودانی ،هاراکیری کرد. اوایچی پس از مرگ شوهرش در سال ۱۵۷۳ در سال ۱۵۸۲ و ۴ ماه بعد از مرگ برادرش در حادثه معبد هوننو به ازدواج شیباتا کاتسوایه یکی از فرمانده‌های ارشد لشکری برادرش اودا نوبوناگا درآمد.
در ۱۵۸۳ جنگی بر سر تعیین فرمانروایی ژاپن بین تویوتومی هیده‌یوشی و شیباتا کاتسوایه، قدرتمندترین ژنرال نوبوناگا که بعد از مرگ وی با خواهر کوچکترش اوایچی ازدواج کرده بود، درگرفت. کاتسوایه از اودا نوبوتاکا (۱۵۸۳–۱۵۵۸) سومین پسر اودا نوبوناگا برای جانشینی پدرش پشتیبانی می‌کرد. نیروهای کاتسوایه در نبرد شیزوگاتاکه شکست خوردند و وی مجبور به عقب‌نشینی به قلعه کیتانوشو شد. وقتی ارتش هیده‌یوشی این قلعه را محاصره کرد، کاتسوایه قلعه را به آتش کشید. کاتسوایه و همسرش اوایچی دست به هاراکیری زدند. با این حال، اوایچی قبل از درگذشتش، سه فرزند دخترش، یودو دونو، اوایو و اوهاتسو را تحت مراقبت و محافظت هیده‌یوشی درآورد.
سه دختر او در نتیجه ازدواج با آزای ناگاماسا عبارت بودند از:
- یودو-دونو یا «چاچا»، همسر غیراصلی (سُوکُوشیتسو) تویوتومی هیده‌یوشی
- اوهاتسو یا «جوکواین»، همسر اصلی (سِی‌شیتسو) دایمیوی ولایت اومی بنام کیوگوکو تاکاتسوگو
- اوایو یا «گو» یا «اوگو» یا «سوگن‌این»، همسر اصلی توکوگاوا هیده‌تادا (پسر توکوگاوا ایه‌یاسو)، دومین شوگون از شوگون‌سالاری توکوگاوا[۱]